# 영양군·영덕군·봉화군·울진군
영양군·영덕군·봉화군·울진군은 대한민국의 옛 국회의원 선거구이다. 당시 경상북도 영양군, 영덕군, 봉화군, 울진군 전역을 관할했다. 

## 역사
제17대 국회의원 선거를 앞두고 선거구 개편이 일어나면서 청송군·영양군·영덕군 선거구에 속해 있던 영양군, 영덕군과 봉화군·울진군이 하나의 선거구를 이루게 되면서 신설되었다.
제21대 국회의원 선거를 앞두고 선거구 개편이 일어나면서 영양군, 봉화군, 울진군은 신설되는 영주시·영양군·봉화군·울진군 선거구에 편입되고 영덕군은 신설되는 군위군·의성군·청송군·영덕군 선거구를 이루게 됨에 따라 폐지되었다.

## 역대 국회의원
| 선거   | 정당 | 정당     | 의원   |
| ------ | ---- | -------- | ------ |
| 2004년 |      | 한나라당 | 김광원 |
| 2008년 |      | 한나라당 | 강석호 |
| 2012년 |      | 새누리당 | 강석호 |
| 2016년 |      | 새누리당 | 강석호 |

## 역대 선거 결과

### 대한민국 제17대 국회의원 선거
|  | 46.21% |

|  | 26.89% |

|  | 24.02% |

|  | 1.82% |

|  | 1.04% |

### 대한민국 제18대 국회의원 선거
|  | 50.40% |

|  | 38.90% |

|  | 7.21% |

|  | 1.90% |

|  | 1.57% |

### 대한민국 제19대 국회의원 선거
|  | 55.00% |

|  | 35.98% |

|  | 4.48% |

|  | 2.93% |

|  | 0.83% |

|  | 0.74% |

### 대한민국 제20대 국회의원 선거
|  | 67.58% |

|  | 21.66% |

|  | 10.74% |